# John Pierpont Morgan
John Pierpont Morgan Sr. (Hartford, 1837. április 17. – Róma, 1913. március 31.) amerikai pénzember és befektetési bankár, aki a Wall Street vállalati pénzügyeit uralta az aranyozott korban. A végül J.P. Morgan and Co. néven ismertté vált banki cég vezetőjeként ő volt az Amerikai Egyesült Államokban a 19. század végén és a 20. század elején lezajlott ipari konszolidációs hullám mozgatórugója.
Wall Street-i karrierje során J. P. Morgan számos kiemelkedő multinacionális vállalat megalakulásának élére állt, köztük a U.S. Steel, az International Harvester és a General Electric, amelyek később az ő felügyelete alá kerültek. Ő és partnerei számos más amerikai vállalkozásban is ellenőrző részesedéssel rendelkeztek, köztük az Aetna, a Western Union, a Pullman Car Company és 21 vasúttársaságban. Az amerikai pénzügyek feletti uralmának mértékéből adódóan Morgan óriási befolyást gyakorolt a nemzet politikájára és a gazdaság alapjául szolgáló piaci erőkre. Az 1907-es pánik idején megszervezte a pénzemberek koalícióját, amely megmentette az amerikai monetáris rendszert az összeomlástól.
A progresszív korszak vezető pénzembereként J. P. Morgan a hatékonyság és a modernizáció iránti elkötelezettsége hozzájárult az amerikai gazdaság alakjának átalakításához. Adrian Wooldridge, a Bloomberg News újságírója úgy jellemezte Morgant, mint Amerika "legnagyobb bankárát". 1913-ban, 75 éves korában, álmában halt meg Rómában, Olaszországban. Vagyonát és üzletét fia, John Pierpont Morgan Jr örökölte. Ron Chernow életrajzíró 80 millió dollárra (2021-ben 2,2 milliárd dollárnak megfelelő összegre) becsülte a vagyonát.

## További Információk

### Bibliográfia
- Auchincloss, Louis: J.P. Morgan: The Financier as Collector, Harry N. Abrams, Inc., 1990, ISBN 0-8109-3610-0
- Bryman, Jeremy: J. P. Morgan: Banker to a Growing Nation, Morgan Reynolds Publishing, 2001, ISBN 1-883846-60-9
- Burgan, Michael. J. Pierpont Morgan: Industrialist and Financier. Capstone (2007)
- Carosso, Vincent P.. The Morgans: Private International Bankers, 1854–1913. Harvard Univ. Press, 888. o. (1987)
- Chernow, Ron. The House of Morgan: An American Banking Dynasty and the Rise of Modern Finance (2001)
- Morris, Charles. The Tycoons: How Andrew Carnegie, John D. Rockefeller, Jay Gould, and J. P. Morgan Invented the American Supereconomy. New York: Holt Paperbacks (2006). ISBN 978-0-8050-8134-3
- Satterlee, Herbert L.. J. Pierpont Morgan. New York: The Macmillan Company (1939), written by Morgan's son-in-law
- Strouse, Jean. Morgan, American Financier. Perennial (1999). ISBN 978-0-06-095589-2
- Wheeler, George: Pierpont Morgan and Friends: the Anatomy of a Myth, Englewood Cliffs, N.J., Prentice-Hall, 1973, ISBN 0136761488

### Speciális tanulmányok
- Brandeis, Louis D. Other People's Money and How the Bankers Use It,  szerkesztő: Melvin I. Urofsky, 1995,  ISBN 0-312-10314-X
- Robert F.Bruner, Sean D. Carr. The Panic of 1907: Lessons Learned from the Market's Perfect Storm (2007)
- Brands, H.W.. American Colossus: The Triumph of Capitalism, 1865–1900. New York: Anchor Books (2010. március 25.)
- John J. Clark, Margaret T. Clark (1997). „The International Mercantile Marine Company: A Financial Analysis”. American Neptune 57 (2), 137–154. o.
- Carosso, Vincent P.: Investment Banking in America: A History, Harvard University Press, 1970
- De Long, Bradford: Did JP Morgan's Men Add Value?: An Economist's Perspective on Financial Capitalism, In Peter Temin (szerk.): Inside the Business Enterprise: Historical Perspectives on the Use of Information, 1991, 205–36. o. (idézet: shows firms with a Morgan partner on their board had higher stock prices (relative to book value) than their competitors)
- Forbes, John Douglas: J. P. Morgan Jr. 1867–1943, 1981,  (262 oldal)
- Fraser, Steve: Every Man a Speculator: A History of Wall Street in American Life, HarperCollins, 2005
- Garraty, John A. Right-Hand Man: The Life of George W. Perkins, 1960, ISBN 978-0-313-20186-8
- Garraty, John A. (1960). „The United States Steel Corporation Versus Labor: the Early Years”. Labor History 1 (1), 3–38. o. DOI:10.1080/00236566008583839.
- Geisst,  Charles R.: Wall Street: A History from Its Beginnings to the Fall of Enron, Archiválva 2012. július 1-i dátummal a Wayback Machine-ben, Oxford University Press, 2004
- Giedeman, Daniel C.: J. P. Morgan, the Clayton Antitrust Act, and Industrial Finance-Constraints in the Early Twentieth Century, In: Economic and Business History, 2004/22, 111–126. o.
- Hannah, Leslie: J. P. Morgan in London and New York before 1914, Business History Review, 2011/85. (tavasz), 113–50. o.
- David Hein, Gardiner H. Shattuck. The Episcopalians. Westport: Praeger (2005)
- Keys, C.M.. The Builders I: The House of Morgan, 9779–9704. o. (1908. január 1.). Hozzáférés ideje: 2009. július 10.
- Moody, John: The Masters of Capital: A Chronicle of Wall Street, 1921, (archive.org)

### Egyéb
- Baker, Ray Stannard. J. Pierpont Morgan, 507–518. o. (1901. október 1.). Hozzáférés ideje: 2009. július 10., a biographical magazine article
- Brands, H.W.. Masters of Enterprise: Giants of American Business from John Jacob Astor and J. P. Morgan to Bill Gates and Oprah Winfrey (1999), including a short biography of Morgan
- Gross, Michael. Rogues' Gallery: The Secret History of the Moguls and the Money That Made the Metropolitan Museum. New York: Broadway Books, 69. o. (2009. március 25.). ISBN 978-0-7679-2488-7. OCLC 244417339
- Rottenberg, Dan. The Man Who Made Wall Street: Anthony J. Drexel and the Rise of Modern Finance. University of Pennsylvania Press, 98. o. (2006. március 25.). ISBN 9780812219661. Hozzáférés ideje: 2015. szeptember 21.